# Championnats panaméricains de cyclisme de 2012
Navigation
Championnats panaméricains 2011 Championnats panaméricains 2013
Les Championnats panaméricains de cyclisme sont les championnats continentaux annuels de cyclisme sur route et sur piste pour les pays membres de la Confédération panaméricaine de cyclisme.
Les compétitions se déroulent du 3 au 11 mars à Mar del Plata, en Argentine.
Vingt-deux pays sont présents à ces championnats. Pour la fédération argentine de cyclisme, les têtes d'affiche des compétitions sont la Cubaine Lisandra Guerra (ancienne championne du monde du 500 mètres), le Curaçaoan Marc de Maar (médaillé d'or sur route aux Jeux panaméricains), l'Uruguayen Jorge Soto (double vainqueur des Rutas de América), et les Colombiens Fabián Puerta (médaillé d'or en keirin aux Jeux panaméricains) et María Luisa Calle (médaillée olympique).
Lors des cinq jours de compétition sur piste, l'objectif des coureurs est d'amasser les points nécessaires pour se qualifier pour les Jeux olympiques. L'entrée au vélodrome est libre et gratuite pour le public.

## Podiums

### Cyclisme sur piste
Les épreuves sur piste se déroulent du 3 au 7 mars sur le vélodrome Julio Polet de Mar del Plata.
| Épreuves                | Or                                                                            | Argent                                                              | Bronze                                                                 |
| ----------------------- | ----------------------------------------------------------------------------- | ------------------------------------------------------------------- | ---------------------------------------------------------------------- |
| Compétitions masculines |                                                                               |                                                                     |                                                                        |
| Kilomètre               | Quincy Alexander Trinité-et-Tobago                                            | Kevin Mansker États-Unis                                            | Matías Gatto Argentine                                                 |
| Keirin                  | Fabián Puerta Colombie                                                        | Leandro Bottasso Argentine                                          | Travis Smith Canada                                                    |
| Vitesse individuelle    | Njisane Phillip Trinité-et-Tobago                                             | Hersony Canelón Venezuela                                           | Fabián Puerta Colombie                                                 |
| Vitesse par équipes     | États-Unis Michael Blatchford Kevin Mansker Jimmy Watkins                     | Canada Joseph Veloce Travis Smith Hugo Barrette                     | Venezuela César Marcano Ángel Pulgar Hersony Canelón                   |
| Poursuite individuelle  | Gideoni Monteiro Brésil                                                       | Mauro Agostini Argentine                                            | Carlos Linares Venezuela                                               |
| Poursuite par équipes   | Chili Pablo Seisdedos Antonio Cabrera Gonzalo Miranda Luis Fernando Sepúlveda | Brésil Armando Camargo Leandro Silva Thiago Nardin Gideoni Monteiro | Argentine Walter Pérez Marcos Crespo Maximiliano Almada Mauro Agostini |
| Course aux points       | Edison Bravo Chili                                                            | Fabrizio Von Nacher Mexique                                         | Juan Gáspari Argentine                                                 |
| Américaine              | Chili Antonio Cabrera Cristopher Mansilla                                     | Brésil Armando Camargo Thiago Nardin                                | Équateur Byron Guamá José Ragonessi                                    |
| Scratch                 | Robert Lea États-Unis                                                         | Pablo Seisdedos Chili                                               | Darren Matthews Barbade                                                |
| Omnium                  | Walter Pérez Argentine                                                        | Carlos Linares Venezuela                                            | Robert Lea États-Unis                                                  |
| Compétitions féminines  |                                                                               |                                                                     |                                                                        |
| 500 mètres              | Lisandra Guerra Cuba                                                          | Juliana Gaviria Colombie                                            | Elisabeth Carlson États-Unis                                           |
| Keirin                  | Monique Sullivan Canada                                                       | Daniela Gaxiola Mexique                                             | Jennifer Valente États-Unis                                            |
| Vitesse individuelle    | Monique Sullivan Canada                                                       | Lisandra Guerra Cuba                                                | Daniela Gaxiola Mexique                                                |
| Vitesse par équipes     | Venezuela Daniela Larreal María Esthela Vilera                                | États-Unis Elisabeth Carlson Dana Feiss                             | Colombie Diana García Juliana Gaviria                                  |
| Poursuite individuelle  | María Luisa Calle Colombie                                                    | Marlies Mejías Cuba                                                 | Elizabeth Newell États-Unis                                            |
| Poursuite par équipes   | Canada Allison Beveridge Stephanie Roorda Laura Brown                         | Venezuela Angie González Danielys García Lilibeth Chácon            | États-Unis Jennifer Valente Cari Higgins Elizabeth Newell              |
| Course aux points       | Paola Muñoz Chili                                                             | Danielys García Venezuela                                           | Daniela Guajardo Chili                                                 |
| Scratch                 | Lilibeth Chácon Venezuela                                                     | Daniela Guajardo Chili                                              | Jennifer Valente États-Unis                                            |
| Omnium                  | Marlies Mejías Cuba                                                           | Angie González Venezuela                                            | Elizabeth Newell États-Unis                                            |

### Cyclisme sur route
Les épreuves sur route se sont déroulées les 9 et 11 mars.
| Épreuves                                | Or                            | Argent                       | Bronze                      |
| --------------------------------------- | ----------------------------- | ---------------------------- | --------------------------- |
| Compétitions masculines élite           |                               |                              |                             |
| Course en ligne                         | Maximiliano Richeze Argentine | Mauro Abel Richeze Argentine | Héctor Aguilar Uruguay      |
| Contre-la-montre                        | Matías Médici Argentine       | Magno Nazaret Brésil         | Eduardo Sepúlveda Argentine |
| Compétitions masculines moins de 23 ans |                               |                              |                             |
| Course en ligne                         | Cristóbal Olavarría Chili     | Carlos Quishpe Équateur      | Fabrizio Von Nacher Mexique |
| Contre-la-montre                        | Eduardo Sepúlveda Argentine   | Nathan Brown États-Unis      | Lawson Craddock États-Unis  |
| Compétitions féminines                  |                               |                              |                             |
| Course en ligne                         | Yumari González Cuba          | Leah Kirchmann Canada        | Janildes Fernandes Brésil   |
| Contre-la-montre                        | Amber Neben États-Unis        | Rhae-Christie Shaw Canada    | Clemilda Fernandes Brésil   |

## Déroulement des championnats

### 3 mars: la première journée de compétitions sur piste
Les compétitions ont débuté à 9 heures (heure locale) par les qualifications de la poursuite par équipes hommes. Les Colombiens, quintuples tenants du titre, sont absents, car déjà qualifiés pour les Jeux olympiques. Les Chiliens réussissent le meilleur temps, en 4 min 19 s 825. Ils retrouveront en finale les Brésiliens. Pour la médaille de bronze, les Argentins seront opposés aux États-Unis.
La seconde épreuve au programme sont les qualifications de la vitesse par équipes hommes. Là aussi, déjà qualifiés, les Colombiens (vainqueurs des trois dernières éditions) sont absents. En finale, les États-Unis, meilleur temps avec 46 s 491, rencontreront les Canadiens. Pour le bronze, l'équipe argentine sera opposée aux favoris vénézuéliens de la compétition. Les derniers vainqueurs des Jeux panaméricains ont réalisé un temps bien inférieur à celui espéré. Ángel Pulgar a chuté et les Criollos ont dû recommencer leur manche qualificative.

À 18 heures locales débute la session de l'après-midi. La première finale disputée lors de ces championnats est celle du 500 mètres féminin. La favorite et triple tenante du titre Lisandra Guerra remporte la victoire, avec un temps de 34 s 601. Elle devance de plus d'une seconde sa dauphine de l'année dernière, la Colombienne Juliana Gaviria. L'Américaine Elisabeth Carlson, pour moins de quatre dixièmes, subtilise la médaille de bronze, à la championne olympique de bob à 2, la Canadienne Heather Moyse.
Puis ce sont les finales de la poursuite par équipes masculines. Lors de la petite finale, les Argentins abaissent leur temps de qualification de sept secondes (4 min 18 s 194) et montent sur la dernière marche du podium. Le quatuor chilien remporte l'or, en étant près de six secondes plus rapide que l'équipe brésilienne (4 min 16 s 879 contre 4 min 22 s 421). Les Chiliens n'ont plus qu'à terminer dans les dix premiers des mondiaux de Melbourne pour se qualifier pour les J.O.
Après les remises de récompense pour les deux premières épreuves, à 19 heures locales, se déroule la cérémonie d'inauguration des championnats, en la présence de José Manuel Pélaez, président de la COPACI et de Gabriel Curuchet, président de la fédération argentine.
Après c'est au tour des premières épreuves en peloton de prendre possession de la piste. L'épreuve suivante est la course aux points féminine. 12 participantes se présentent. Les Chiliennes Paola Muñoz et Daniela Guajardo, la Vénézuélienne Danielys García et la Mexicaine Jessica Jurado prennent un tour au peloton. Muñoz remporte l'épreuve, pour un seul petit point, en accumulant 36 points tout au long des 25 kilomètres de course. Encore à égalité avec García, avant l'ultime emballage, la Chilienne termine deuxième du dernier sprint et la Vénézuélienne, troisième. Guajardo obtient le bronze, avec 22 points. Jessica Jurado et la Cubaine Yudelmis Domínguez échouent au pied du podium avec 21 points, n'étant pas parvenu, lors du dernier sprint, à inscrire le point permettant d'obtenir la médaille.
Puis c'est au tour des hommes de disputer la course scratch. Elle s'effectue sur une distance de 15 kilomètres, soit 60 tours de piste. Le tenant du titre, le Colombien Carlos Urán a abandonné la compétition sur piste. Rapidement huit hommes prennent un tour au peloton. Lors du sprint final, l'Américain Robert Lea règle le Chilien Pablo Seisdedos et le Barbadien Darren Matthews pour s'emparer du titre panaméricain 2012.
À près de 22 heures, se termine la première journée de compétition par les dernières finales de la soirée, celles de la vitesse par équipes masculines. Le Venezuela se reprend et remporte le bronze face aux Argentins. Pour l'or, le trio américain devance la triplette canadienne, respectant la hiérarchie instaurée lors des qualifications.
Le résumé de la première journée est tiré principalement de la couverture de l'évènement faite par le site www.infobiker.com.ar. cf. 2-3-2012 Argentina bronce en persecución.

### 4 mars: deuxième journée
La journée commence à 9 heures, sous un beau soleil, par les qualifications de la poursuite individuelle masculine. Le concours est étêté par l'absence des finalistes colombiens de l'édition précédente. Le meilleur temps (4 min 37 s 658) est réalisé par le local Mauro Agostini. Il affrontera en finale le Brésilien Gideoni Monteiro. Tandis que son compatriote Thiago Nardin disputera la médaille de bronze à Carlos Linares (Venezuela).
Deuxième épreuve de la matinée, les qualifications de la vitesse individuelle hommes, 27 compétiteurs y sont inscrits. 24 coureurs seront qualifiés pour les 1/16e de finale. Après le passage de la moitié des concurrents, le Canadien Travis Smith détient le meilleur temps avec 10 s 590 sur les 200 mètres lancés (Smith se classera finalement 5e). Puis le Brésilien Flávio Cipriani, en 10 s 545, prend la tête de la compétition. Le Trinidadien Njisane Phillip, dernier concurrent à s'élancer, bat le record de la piste en 10 s 377 et termine premier des qualifications. Il devance l'Américain Kevin Mansker et Cipriani.
Puis c'est au tour des féminines de disputer les qualifications de la poursuite individuelle. 9 sportives sont au départ. María Luisa Calle s'élance dans la dernière série et réalise le meilleur temps en 3 min 42 s 294. C'est plus d'une seconde plus rapide que son temps de qualifications de l'édition précédente disputée, pourtant, en altitude. Elle sera opposée à la Cubaine Marlies Mejías pour le titre. La Mexicaine Íngrid Drexel et l'Américaine Elizabeth Newell se disputeront la médaille de bronze.
La matinée se termine par le premier tour de la vitesse masculine (improprement appelé 1/16e de finale). Aucune surprise n'est à remarquer. Lors des 11 premières séries, la tête de série remporte chaque duel. Seul le douzième temps, l'Argentin Matías Gatto, échoue devant le treizième, le Canadien Hugo Barrete.

La soirée commence à 18 heures locales, sous une forte chaleur (33°), par les 1/8e de finale de la vitesse individuelle masculine. Le premier duel voit s'affronter la tête de série no 1, Njisane Phillip, et Hugo Barrete. Puis les cinq autres duels voient les têtes de série tomber une à une. C'est ainsi que les six qualifiés pour les quarts de finale sont Phillip, Watkins, Marín, Veloce, Puerta et Bottasso.
Le programme de la nocturne se poursuit par les qualifications de la vitesse par équipes féminine. Seuls cinq duos se présentent et ce sont les Chiliennes qui ne participeront pas aux finales.
Puis c'est au tour des repêchages des 1/8e de finale de la vitesse masculine, où Travis Smith et le Vénézuélien Hersony Canelón rejoignent les six premiers qualifiés.
Les premières finales de la soirée sont celles de la poursuite individuelle dames. Elizabeth Newell dispose d'Ingrid Drexel pour la médaille de bronze. La tenante du titre María Luisa Calle empoche le titre à Mar del Plata comme elle l'avait fait en 2005. Elle rejoint Marlies Mejías qui doit se contenter de la médaille d'argent.
Puis s'enchaînent les quarts de finale de la vitesse hommes, ceux-ci se disputent en deux manches gagnantes, à la différence des 1/8e de finale qui se disputaient en une manche sèche. Phillip, Canelón, Bottasso et Puerta font respecter la hiérarchie, établie lors des qualifications, et se qualifient pour les demi-finales, en deux manches.
Entre les deux premières manches des quarts de finale de la vitesse individuelle hommes, se sont disputées les finales de la vitesse par équipes dames. Pour le bronze, les Colombiennes Diana García et Juliana Gaviria disposent des Mexicaines Daniela Gaxiola et Frany Fong, dans un temps de 35 s 008, plus rapide que les futurs championnes panaméricaines. Car en finale, les Vénézuéliennes María Esthela Vilera et Daniela Larreal, battues en finale par les Colombiennes, l'année dernière, remportent le titre en 35 s 088. Les Américaines Elisabeth Carlson et Dana Feiss doivent se contenter de la médaille de l'argent en réalisant 35 s 841.
Dernières finales de la soirée, la poursuite hommes, Carlos Linares reçoit la médaille de bronze pour avoir battu Thiago Nardin. Pour le titre, Mauro Agostini ne réitère pas sa performance des qualifications où il avait réalisé le meilleur temps et cède face à Gideoni Monteiro, quatrième l'an dernier.
La dernière épreuve du jour est la finale de classement pour les places de 5 à 8 de la vitesse hommes. C'est le Colombien Jonathan Marín qui l'emporte et qui termine donc cinquième de la compétition.
Le résumé de la deuxième journée est tiré principalement de la couverture de l'évènement faite par le site www.infobiker.com.ar. cf. 3-3-2012 Agostini sumó con una plata.

### 5 mars: troisième journée
Après deux journées épargnées par la météo, le troisième jour de compétition est perturbé par la pluie.
Avec une heure de retard, la matinée commence par la phase de qualification de la poursuite par équipes dames. Six trios sont inscrits. Les tenantes du titre cubaines sont absentes. Les Vénézuéliennes réussissent le meilleur temps en 3 min 34 s 503, juste devant les Canadiennes (3 min 34 s 690). Avec des temps de qualifications supérieurs d'environ dix secondes, les triplettes américaines et mexicaines se départageront pour la médaille de bronze.
Puis c'est au tour des hommes inscrits à l'omnium de prendre possession de la piste avec la première épreuve, le tour lancé (ici 250 mètres). 10 participants prennent le départ. Robert Lea gagne cette manche en 13 s 814. Il devance dans l'ordre le vice-champion en titre, Carlos Linares et le champion 2011, le Chilien Luis Mansilla. L'Argentin Walter Pérez est quatrième.
Puis c'est au tour des féminines de prendre possession du vélodrome, avec les qualifications de la vitesse individuelle. 17 participantes tenteront de se qualifier, seule face au chronomètre sur la distance de 200 mètres lancés. Après 10 compétitrices, c'est Daniela Gaxiola qui détient le meilleur temps avec 11 s 979. Elle sera finalement cinquième. Comme l'an passé, la Canadienne Monique Sullivan réussit le meilleur temps en 11 s 486. Elle devance Lisandra Guerra, Juliana Gaviria et Diana García. Une des favorites Daniela Larreal termine avec un temps de 19 s 370 et est éliminée sur incident mécanique.
Deuxième épreuve de la course omnium, la course aux points succède au programme. Elle s'effectue sur une distance de 30 kilomètres soit 120 tours de piste. Après le premier sprint, Luis Mansilla prend la tête, en prenant un tour aux autres concurrents. Cet avantage est remis en cause par Carlos Linares qui, lui aussi, prend un tour au peloton. Puis c'est le Mexicain Edibaldo Maldonado qui les imite. À l'arrivée, avec 40 points, Mansilla devance au classement Maldonado (34) et Pérez (29) qui a marqué dans une majorité de sprint (Linares terminant seulement cinquième). Au classement provisoire de l'omnium, le tenant du titre est en tête avec 4 points devant Linares et Pérez avec 7 ponts, Lea suit avec 8 points.
Pour terminer le programme de la matinée, les femmes de la vitesse individuelle disputent leur 1/8e de finale sur une seule manche. Aucune surprise n'est à remarquer. Lors des 7 premières séries, la tête de série remporte chaque duel. Seul le huitième temps, la Salvadorienne Karen Cruz, échoue devant le neuvième, la Canadienne Heather Moyse.

Il pleut quasiment jusqu'à 18 heures et le début des compétitions, prévu pour 17 heures, est décalé à 20 heures. Cependant toute la réunion aura bien lieu avec quelques modifications dans les horaires du programme.
Ce sont les sprinters qui prennent possession du vélodrome avec les quarts de finale de la vitesse dames et les demi-finales de la vitesse hommes. Les qualifiés pour le tour suivant le seront à l'issue de deux manches gagnantes. Monique Sullivan, Lisandra Guerra et Juliana Gaviria (en trois manches) font respecter la hiérarchie et se qualifient pour la phase des demi-finales. Tandis que Daniela Gaxiola passe sans combattre, Diana García ne se présentant pas. Njisane Phillip et Hersony Canelón se défont de leurs contradicteurs en deux manches sèches et se retrouveront en finale. Fabián Puerta et le local, Leandro Bottasso, eux, devront se contenter de la petite finale.
Puis arrive l'évènement de la journée pour les aficionados argentins, la course aux points masculine. Déjà qualifié pour les J.O., le champion du monde et tenant du titre, le Colombien Edwin Ávila est absent. Les coureurs ont à parcourir 160 tours et disputer 16 sprints. Avant le premier sprint, la course est interrompue par le commissaire Jérôme Lappartient car les noms des coureurs en piste ne coïncident pas avec ceux inscrits. Après révision, l'épreuve reprend avec 20 participants. Juste après la première chute, trois hommes (le Chilien Edison Bravo, le Guatémaltèque Manuel Rodas et le Brésilien Armando Camargo) prennent un tour au peloton. Rodas et Camargo perdent progressivement leur avantage, seul Bravo se maintient en tête. Après 12 sprint, le Mexicain Fabrizio Von Nacher (deuxième) et l'Argentin Juan Gáspari (quatrième à un point de Camargo) apparaissent au classement provisoire. Le Chilien est intouchable et les autres se disputent la médaille d'argent, qu'obtient le Mexicain, la médaille de bronze échouant au cou de Gáspari. L'Argentin, à égalité avec le Brésilien, avant le dernier sprint, la décroche à l'issue où il empoche deux points.
Les féminines de la poursuite par équipes suivent. Pour la médaille de bronze, le trio américain dispose des Mexicaines. Vice-championnes 2011, les Vénézuéliennes le restent cette année. En 3 min 33 s 054, les Canadiennes relèguent à plus de deux secondes leurs adversaires, renversant la hiérarchie des qualifications.
Ensuite, c'est au tour des finales de la vitesse masculine. Pour le bronze, lors de la première manche, Fabián Puerta bat Leandro Bottasso. Résultat confirmé dans la seconde, Puerta s'octroie la médaille. Pour le titre, le champion 2011 et vainqueur des Jeux panaméricains, Hersony Canelón ne peut rien contre Njisane Phillip. Cinquième de la Coupe du monde 2011-2012 de vitesse, Phillip sur le podium ces deux dernières années s'empare, cette fois, du titre en deux manches.
Entre les manches des finales des hommes, s'est déroulé le match de classement pour les places de 5 à 8, de la vitesse féminine. Après avoir représenté son pays en rugby et en bobsleigh, Heather Moyse termine à la cinquième place en gagnant le sprint. Diana García, absente sur avis médical, est toutefois classée huitième.
Ensuite et pour clore la réunion, arrivent les concurrents de l'omnium, pour leur troisième épreuve, la course à l'élimination. Ils ne sont plus que huit, le leader et tenant du titre Luis Mansilla ne se présente pas, pour raisons de santé. Walter Pérez remporte la course, disposant du Brésilien Robson Dias lors du dernier sprint. Pérez est en tête, à l'issue de la première journée, avec huit points. Il devance Lea et Linares de trois longueurs et Dias de cinq.
Le résumé de la troisième journée est tiré principalement de la couverture de l'évènement faite par le site www.infobiker.com.ar. cf. 5-3-2012 Gáspari sumó un bronce más.

### 6 mars: quatrième journée
Les premiers à être en piste sont les compétiteurs du keirin masculin. Trois séries qualificatives sont au programme, les deux premiers de chaque manche sont directement admis en demi-finales. Dans la première, Hersony Canelón devance le Mexicain Ismael Verdugo et se qualifient. Dans la deuxième, le Canadien Joseph Veloce finit devant l'Américain Jimmy Watkins. Ils sont rejoints par le vainqueur de la dernière série, Leandro Bottasso et son dauphin Njisane Phillip.
La poursuite individuelle, quatrième épreuve de l'omnium masculin, suit au programme. Robert Lea (4 min 44 s 656) remporte l'épreuve, il devance, de près de deux secondes, Walter Pérez et Carlos Linares, de plus de cinq. Au classement général provisoire, ces trois compétiteurs sont en tête. Pérez mène avec 10 points devant Lea (12), Linares (14) et Dias (17).
Le repêchage du keirin masculin lui succède. Les deux premiers de chaque série sont qualifiés et rejoindront les demi-finales où les attendent les six premiers qualifiés. Travis Smith, le Vénézuélien César Marcano (première course), Fabián Puerta, Matías Gatto (deuxième course), Flavio Cipriani et Jonathan Marín (troisième course) sont les heureux élus.
Puis c'est au tour des compétitrices de l'omnium féminin de prendre possession de la piste. 9 participantes se présentent au tour lancé (250 mètres également pour les femmes). La tenante du titre Marlies Mejías devance dans l'ordre la Vénézuélienne Angie González et María Luisa Calle.

Ce sont les filles de l'omnium qui ouvre les débats, de la session de la soirée, avec la seconde épreuve de leur compétition, la course aux points. Sur une distance de 20 kilomètres (soit 80 tours de piste), les concurrentes se disputent huit sprints. La Costaricienne Marcela Rubiano, vainqueur de cette épreuve l'année dernière, termine troisième. Elle est devancée par Elizabeth Newell et par celle qui remporte la manche, la Brésilienne Janildes Fernandes. Toutes trois ont pris un tour au reste du peloton.
Le programme se poursuit avec les premières manches des demi-finales de la vitesse dames. Monique Sullivan bat Daniela Gaxiola tandis que Lisandra Guerra prend le meilleur sur Juliana Gaviria. Les deuxièmes manches confirment ces résultats, confirmant les temps de qualifications. Sullivan rencontrera Guerra pour l'or et Gaviria tentera de chercher le bronze face à Gaxiola.
On enchaîne avec les demies du keirin masculin, deux séries de six coureurs avec les trois premiers qui se qualifient pour la finale. La première est remportée par Smith qui se qualifie en compagnie de Canelón et de Bottasso. La seconde voit un choc brutal entre Phillips et Marcano, celui-ci heurte la balustrade. Un deuxième départ est donné mais sans le Vénézuélien. Le tenant du titre, Puerta remporte la course. Cipriani et Phillips l'accompagnent en finale.
Puis c'est la cinquième épreuve de l'omnium masculin, la course scratch, où les trois premiers du classement général provisoire se neutralisent et terminent aux trois dernières places de la manche. Le Guatémaltèque Julio Padilla gagne devant Robson Dias qui se replace au classement. Pérez est premier avec dix-sept points, il est suivi par Dias à deux points et par le duo Lea - Linares à trois points.
Les premières finales de la soirée arrivent, celles de la vitesse dames. Pour la troisième place, Daniela Gaxiola s'octroie la première manche. Pour l'or, Lisandra Guerra en fait de même, au terme d'un sprint très serré. La Mexicaine décroche la médaille de bronze, dès la deuxième manche. Alors que Monique Sullivan réussit à retourner la situation pour s'emparer du titre. À l'issue, de trois sprints très disputés, elle bat la tenante du titre. Même si elle détenait le meilleur temps des qualifications, sa victoire est une surprise pour bon nombre d'observateurs.
Entre les deux premières manches de vitesse féminine, s'est déroulé la troisième épreuve de l'omnium femmes, la course à l'élimination. Angie González remporte la course, réglant sa dernière adversaire, Marlies Mejías. Au classement provisoire de l'omnium, González, avec sept points, devance d'un unique point Mejías, de quatre, Fernandes et de cinq, Newell.
Le programme se poursuit avec le keirin masculin. Pour la course de classement de la 7 à la 12e place, Jimmy Watkins gagne le sprint et finit la compétition septième. Dans la grande finale, Njisane Phillips est absent pour raisons médicales. Fabián Puerta termine devant Hersony Canelón à l'issue d'un sprint particulièrement serré. Mais le Vénézuélien est déclassé pour avoir roulé sur la bande bleue. Puerta devient champion panaméricain, pour la deuxième année de suite. Leandro Bottasso passe à la deuxième place et Travis Smith peut monter sur le podium.
La sixième et dernière manche de l'omnium masculin est la compétition suivante. Le kilomètre départ arrêté sera décisif pour le podium. Les quatre premiers terminent aux quatre premières places de la manche. Carlos Linares, avec un temps de 1 min 06 s 395, devance Robert Lea de 0 s 16, Walter Pérez finit troisième à 1 s 6 et Robson Dias de 2 s 7. Ce résultat éjecte, pour un point, le Brésilien du podium. Il manque, également un point à l'Américain, pour la médaille d'argent que conquiert le Vénézuélien. C'est le premier titre dans ces championnats pour le pays hôte. Avec ce titre, le champion olympique 2008 de l'américaine, Walter Pérez s'est replacé dans la course à la qualification pour les Jeux de Londres, qu'il tentera de décrocher définitivement aux mondiaux de Melbourne.
Dernière compétition de la journée, la finale du scratch féminin qui se dispute sur une distance de 10 kilomètres (soit 40 tours de piste). Onze participantes se présentent. La Vénézuélienne Lilibeth Chácon, championne panaméricaine 2011 de la course aux points et seulement 10e cette année, remporte le dernier titre de ce quatrième jour. Elle est accompagnée sur le podium par Daniela Guajardo (déjà médaillée dans la course aux points) et par l'Américaine Jennifer Valente (médaillée de bronze de la poursuite par équipes). La tenante du titre, la Cubaine Yoanka González n'était pas présente au départ.
Le résumé de la quatrième journée est tiré principalement de la couverture de l'évènement faite par le site www.infobiker.com.ar. cf. 5-3-2012 Primer oro para Argentina.

### 7 mars: cinquième journée
Cela devait être la journée de clôture des compétitions de cyclisme sur piste de ces championnats panaméricains 2012, mais la pluie en a décidé autrement. Le programme de la soirée a été totalement annulé et seules les qualifications du keirin féminin et la quatrième épreuve de l'omnium dames, la poursuite individuelle pourront avoir lieu jusqu'à leur terme.
La réunion commence par la manche qualificative du keirin féminin. Trois séries sont au programme, les deux premières de chaque passent en demi-finales. Dans la première, Daniela Larreal s'impose devant Juliana Gaviria ; elles se qualifient. La série suivante est gagnée par Monique Sullivan, elle devance Daniela Gaxiola. La troisième voit Lisandra Guerra, vainqueur, se qualifier avec Jennifer Valente. Lors des deux séries de repêchages, elles ne seront plus que neuf pour prétendre aux six dernières places de demi-finalistes. Dana Feiss et Karen Cruz en profitent pour se qualifier.
La quatrième épreuve de l'omnium féminin, la poursuite individuelle est programmée, entre ces tours de keirin. Six compétitrices passent sous les 4 minutes, María Luisa Calle remporte la manche en 3 min 45 s 848. À plus de deux secondes, termine Marlies Mejías, puis suivent, mais à plus de cinq secondes, Angie González et Elizabeth Newell. Au classement provisoire, Mejías rejoint González en tête, avec dix points chacune, Calle monte sur le podium, à cinq longueurs et Newell suit à six.
La (supposée) dernière session nocturne des championnats commence par le kilomètre départ arrêté. Malheureusement, trois candidats ne pourront effectuer leurs quatre tours de piste. Règlementairement, les temps des autres coureurs sont annulés et tous devront recourir. Plus aucune autre épreuve ne pourra avoir lieu.
Les commissaires de course et les délégués des équipes présentes se réunissent et décident de donner la priorité aux épreuves qui donnent des points dans la course à la qualification aux Jeux. Le lendemain, le programme commencera, donc, à 9 heures (locales) par l'omnium et le keirin féminins. Le kilomètre et la course à l'américaine se dérouleront ensuite, si possible.
Le résumé de la cinquième journée est tiré principalement de la couverture de l'évènement faite par le site www.infobiker.com.ar. cf. 7-3-2012 Primer oro para Argentina.

### 8 mars: sixième et dernière journée de compétitions
C'est la cinquième épreuve, la course scratch, de l'omnium féminin qui ouvre cette session de rattrapage. À la différence des premiers jours, l'assistance est clairsemée. Marlies Mejías remporte l'épreuve devant Angie González et Elizabeth Newell. María Luisa Calle, seulement sixième, voit s'éloigner le podium.
Les demi-finales du keirin dames arrivent juste après. Dans la première série, Daniela Larreal l'emporte facilement devant Karen Cruz et Jennifer Valente. Celles-ci se qualifient pour la finale. Dans la seconde, Monique Sullivan finit en tête. Elle sera accompagnée en finale de Dana Feiss, deuxième et de Daniela Gaxiola, troisième.
Puis c'est au tour des hommes du kilomètre de se présenter de nouveau face au chronomètre. Quelques défections sont constatées, par rapport à la veille. En l'absence du tenant du titre Ángel Pulgar, victime d'une chute le premier jour, le Trinidadien Quincy Alexander, à peine 18 ans, remporte le titre avec un temps de 1 min 06 s 165. Il devance Kevin Mansker et Matías Gatto. L'Américain pâtit de l'annulation de la course, car mercredi c'est lui qui devançait Alexander.
Se présentent les spécialistes de l'omnium féminin. Leur dernière épreuve est le 500 mètres départ arrêté. Comme pour la course scratch, Mejías, en 36 s 854, devance González et prive de la médaille d'or la Vénézuélienne. C'est le deuxième titre consécutif pour la Cubaine. Pour la médaille de bronze, Newell, en terminant cinquième juste derrière Calle, résiste au retour de la Colombienne. Pour un point, l'Américaine monte sur le podium.
À la suite, les finales du keirin prennent possession du vélodrome. Le match de classement de la 7e à la 12e place précède la finale. La Brésilienne Sumaia Ribeiro finit septième en remportant la manche de classement. Monique Sullivan remporte sa deuxième médaille d'or des championnats. Daniela Gaxiola termine deuxième devant Jennifer Valente, Daniela Larreal est quatrième. La triple tenante du titre, Lisandra Guerra ne s'était pas présentée.
Les championnats panaméricains de cyclisme sur piste 2012 se terminent avec la course à l'américaine. Seuls six duos sont au départ. Et encore deux paires ne verront pas l'arrivée. Après avoir pris trois tours de retard, les juges décident d'arrêter le duo guatémaltèque et les Vénézuéliens. Dès le début, la lutte pour le titre est circonscrite aux paires argentine et chilienne. Puis les Brésiliens s'immiscent dans le duel. Les Équatoriens, eux, sont en retrait et doivent attaquer. Malgré un total de points avantageux, la paire argentine se fait piéger et perd un tour qui la prive de podium. Les tenants du titre, Antonio Cabrera et Cristopher Mansilla renouvellent leur bail. Avec 37 points, ils devancent les compétiteurs brésiliens de 11 points et équatoriens de 19.
Le résumé de la cinquième journée est tiré principalement de la couverture de l'évènement faite par le site www.infobiker.com.ar. cf. 8-3-2012 Gatto sumó otro bronce.

### 9 mars: lescontre-la-montreindividuels
Les contre-la-montre des championnats se déroulent le 9 mars sur un parcours plat, développant 20,240 km. Les coureurs longeront la côte sur la route no 11. Le départ et l'arrivée sont situés au Parque Camet, à Mar del Plata. Les compétiteurs iront jusqu'à Santa Clara del Mar (es) et reviendront en sens inverse. Les hommes feront cet aller-retour deux fois (soit 40,5 km), les femmes une fois. Le parcours aller se fait avec un fort vent contraire.
À 13 heures locales, le contre-la-montre féminin commence. Les quinze engagées partent de minute en minute. La tenante du titre, la Canadienne Clara Hughes est absente. Troisième à s'élancer, la Brésilienne Clemilda Fernandes établit le premier temps de référence en 27 min 57 s. Elle est battue par Amber Neben qui réalise plus d'une minute de moins (26 min 50 s). Rhea Christie-Shaw, dernière à partir, réussit à s'intercaler entre les deux. Pour dix secondes, la Canadienne monte sur la deuxième marche du podium, malgré neuf secondes de perdues sur le parcours retour. À 37 ans, la championne du monde 2008 de la spécialité s'impose facilement, avec 57 secondes d'avance sur sa dauphine. En tête, au pointage à mi-parcours, elle accentue son avance au retour, qu'elle effectue à 58 km/h de moyenne. Sur le podium, lors des deux éditions précédentes, elle redevient championne panaméricaine du contre-la-montre, six ans après.
À 14h30, c'est au tour des hommes d'effectuer leur compétition. Dix-neuf compétiteurs sont engagés. Comme les femmes, ils partent de minute en minute. L'Argentin Leandro Messineo, vainqueur 2011 fait, lui aussi, défection. Sixième à s'élancer, Magno Nazaret réussit le meilleur temps, jusqu'au passage de l'ultime concurrent, Matías Médici. Lors de leur dernière confrontation, durant le dernier Tour de San Luis, Nazaret avait dominé Médici dans un contre-la-montre de 19,5 km. À la fin du premier tour, le Brésilien devance l'Argentin d'une seconde. Alors qu'Eduardo Sepúlveda accuse un retard de douze secondes. Nazaret réalise une seconde de moins pour effectuer son second tour. Il finit en 50 min 11 s. Médici lui réussit à soustraire huit secondes au temps de son premier tour, ce qui lui permet de coiffer le Brésilien. Pour sept secondes, il s'empare du titre. Médaillé d'argent aux championnats 2008, aux Jeux panaméricains de 2007 et à ceux de 2011, l'Argentin est sacré à domicile. En 50 min 39 s, l'Argentin Sepúlveda est médaillé de bronze chez les élites et sacré dans la catégorie des moins de 23 ans. Les Américains Nathan Brown et Gregory "Lawson" Craddock l'entourent sur ce podium. Annoncés comme têtes d'affiche de ces championnats, par la fédération argentine, Jorge Soto termine quatrième et Marc de Maar finit neuvième.
Le résumé des courses contre-la-montre est tiré principalement de la couverture de l'évènement faite par le site www.infobiker.com.ar. cf. 9-3-2012 Dos oros para Argentina.

### 11 mars: les courses en ligne
La course en ligne des championnats se déroule à Mar del Plata, le 11 mars, sur le circuit côtier de La Feliz, développant 7,5 km. Les hommes le parcourront vingt-deux fois (soit 165 km), les femmes douze fois (soit 90 km). Le parcours est exigeant, à chaque tour, ils auront à grimper deux côtes, une, peu après le départ et l'autre sur le retour. Le départ se situe au niveau de la plage Varese, la route s'élève vers le cap Corriente, puis suit la côte, en direction du sud, vers la Base navale. Demi-tour et retour à la plage Varese où sera jugée l'arrivée.
À 8 heures 30 locales, les 47 engagées prennent le départ de la course. Au fur et à mesure que les kilomètres défilent, la course se durcit sous l'impulsion des équipes canadienne, brésilienne, mexicaine, chilienne ou argentine et nombreuses sont les lâchées. Voyant un peloton encore groupé, les Argentines ont consigne d'accélérer encore, afin d'éliminer la concurrence, mais elles s'usent elles-mêmes et le sprint devient inévitable. Elles ne sont plus que 22 à se disputer la victoire et la Cubaine Yumari González remporte son troisième titre panaméricain sur route. Elle devance la Canadienne Leah Kirchmann et Janildes Fernandes. L'Américaine Shelley Olds-Evans, vainqueur en 2010 échoue à la quatrième place.
À midi, les 87 candidats au titre (espoirs et élites confondus) sont au départ. Dès le début, les attaques sont incessantes et la montée du début du circuit sert à étirer le peloton et à fatiguer les organismes des adversaires. Les Argentins contrôlent la course et sont omniprésents dans les échappées, même si celles-ci ne dépassent rarement la moitié d'un tour. La tentative de Magno Nazaret, de Juan Gáspari, de l'Américain Robert Bush et du Chilien Pablo Alarcón durera plus longtemps mais ils seront rejoints à l'approche de l'arrivée. Le sprint massif est inévitable et se termine par un doublé argentin. Les frères Richeze s'imposent, Mauro derrière Maximiliano. Par la même occasion, ce dernier décroche une qualification directe pour le mondial hollandais. L'Uruguayen Héctor Aguilar s'octroie la médaille de bronze. Chez les moins de 23 ans, le Chilien Cristóbal Olavarría, médaillé de bronze l'an passé, s'impose cette fois-ci. Il devance l'Équatorien Carlos Quishpe et Fabrizio Von Nacher.
Le résumé des courses en ligne est tiré principalement de la couverture de l'évènement faite par le site www.infobiker.com.ar. cf. Los hermanos Maximiliano y Mauro Richeze fueron oro y plata.

## Tableau des médailles
57 médailles ont été distribuées lors des compétitions sur piste. 18 médailles ont été décernées en cyclisme sur route. Soit un total de 75 médailles.
| Rang  | Nation            | Or | Argent | Bronze | Total |
| ----- | ----------------- | -- | ------ | ------ | ----- |
| 1     | Chili             | 5  | 2      | 1      | 8     |
| 2     | Argentine         | 4  | 3      | 4      | 11    |
| 3     | États-Unis        | 3  | 3      | 8      | 14    |
| 4     | Canada            | 3  | 3      | 1      | 7     |
| 5     | Cuba              | 3  | 2      | 0      | 5     |
| 6     | Venezuela         | 2  | 5      | 2      | 9     |
| 7     | Colombie          | 2  | 1      | 2      | 5     |
| 8     | Trinité-et-Tobago | 2  | 0      | 0      | 2     |
| 9     | Brésil            | 1  | 3      | 2      | 6     |
| 10    | Mexique           | 0  | 2      | 2      | 4     |
| 11    | Équateur          | 0  | 1      | 1      | 2     |
| 12    | Barbade           | 0  | 0      | 1      | 1     |
| -     | Uruguay           | 0  | 0      | 1      | 1     |
| Total | Total             | 25 | 25     | 25     | 75    |

## Bilan sportif
La proximité des mondiaux sur piste (moins d'un mois plus tard) et les Jeux olympiques ont eu une influence sur la participation à ces championnats. Des délégations n'ont amené à Mar del Plata que les coureurs dont leur présence était nécessaire en vue d'engranger les points suffisants pour participer aux J O. C'est le cas des Colombiens qui ont laissé leurs meilleurs éléments (déjà qualifiés) préparer les autres échéances et sont venus, en Argentine, avec une sélection restreinte. Alors qu'en quête de ces fameux sésames pour les Jeux, le pays hôte (à l'image de Walter Pérez) et les Chiliens ont sélectionné la meilleure délégation possible.
Ainsi le Chili a terminé en tête du bilan par nation. Et pour la première fois depuis 2007, la délégation colombienne ne finit pas en haut du classement.
Le Chili a terminé avec cinq médailles d'or devant les Argentins, quatre.
Les médailles d'or ont été mieux distribuées, puisque les quatre premières délégations ne totalisent que 15 titres sur 25. Alors que l'année dernière, deux nations avaient capitalisé, à elles seules, 14 des 25 médailles d'or en jeu. Neuf nations ont obtenu au moins une médaille d'or et pas moins de treize sélections nationales ont remporté au moins une médaille.
Au niveau individuel, seuls Monique Sullivan et Antonio Cabrera ont décroché deux titres. Jennifer Valente est l'unique athlète de ces championnats à avoir obtenu trois médailles (toutes en bronze).
En comptabilisant les médaillés par équipes, 73 compétiteurs furent honorés d'une médaille au moins lors de cette compétition.